# Urania
Urania — науковий центр і наукове товариство в Берліні, Німеччина.

## Історія
Перші імпульси дав Олександр фон Гумбольдт у 1827/1828 роках своїми публічними «Космічними лекціями» в тодішній будівлі Berliner Singakademie, розташованій безпосередньо біля Берлінського університету (сьогодні: Університет Гумбольдта). Своїми науковими лекціями Гумбольдт звертався до широких верств населення — його слухачами були як ремісники, так і представники придворного товариства, зокрема король Фрідріх Вільгельм III, — і таким чином доповнив популярні просвітницькі наміри свого брата Вільгельма фон Гумбольдта. Астроном Вільгельм Ферстер, колись учень Александра фон Гумбольдта, а пізніше директор Берлінської обсерваторії, продовжив підходи свого вчителя. Разом з астрономом Максом Вільгельмом Меєром, який переїхав із Відня та вже виношував подібні плани в дунайському місті, він спланував постійне приміщення, яке було б придатним у довгостроковій перспективі, щоб донести до непрофесіоналів спеціальні знання. Двоє поважних учених змогли залучити до свого проєкту відомих донорів, зокрема промисловця Вернера фон Сіменса.
Мета Urania — донести до широкої громадськості найновіші наукові відкриття. Маючи 2000 членів, Urania організовує понад 1000 заходів на рік, залучаючи близько 130 000 відвідувачів.
З моменту свого сторіччя у 1988 році товариство щорічно нагороджує Медаль Уранії особам, які значно підтримали реалізацію його цілей. Лауреатами є Нобелівські лауреати з природничих наук, а також соціологи, митці та політики.
Берлінський міжнародний кінофестиваль використовує кінотеатр центру на 866 місць для проведення прем'єр фільмів у секції «Покоління».